# Guido Bodrato
Guido Bodrato (né à Monteu Roero le 27 mars 1933  et mort le 8 juin 2023) est un homme politique italien.

## Biographie
Guido Bodrato né à Monteu Roero, dans le Piémont est diplômé en droit. Entré à la démocratie chrétienne (Democrazia Cristiana, ou DC) il est élu à la Chambre des députés italienne de 1968 à 1994. Il a également été conseiller municipal à Turin. Avec Carlo Donat-Cattin, il a été chef de l'aile interne Forze Nuove de DC (une aile gauche), et en tant que collaborateur de Benigno Zaccagnini, fondateur de la soi-disante « Area Zac ».
Guido Bodrato a été ministre de l'Éducation (1980 à 1982 ; cabinets Forlani et Spadolini I/II), puis ministre de l'Équilibre économique (1982-1983),dans le cabinet Fanfani V. Après une période comme vice-secrétaire de DC sous Ciriaco De Mita puis Arnaldo Forlani, il est de nouveau ministre, cette fois de l'Industrie et du Commerce (1991-1992) ( Cabinet Andreotti VII).
Lors du scandale Mani pulite, il a soutenu la rénovation du nouveau secrétaire Mino Martinazzoli et la fondation du nouveau Parti populaire italien (Partito Popolare Italiano, PPI). De 1996 à 1999, il a été directeur du journal du parti Il Popolo. Il a été élu sur les listes du PPI au Parlement européen (1999-2004).
Guido Bodrato est décédé le 8 juin 2023, à l'âge de 90 ans.